# Leotychidas II.
Leotychidas (altgriechisch Λεωτυχίδας Leōtychídas, dorisch Latychidas; * um 545 v. Chr.; † um 466 v. Chr./469 v. Chr. in Tegea) war ein König von Sparta aus dem Geschlecht der Eurypontiden. Er bestieg nach der Absetzung des Damaratos, mit dem er verfeindet war, 491 v. Chr. den Thron und amtierte bis ungefähr 476. Gleichzeitig mit ihm regierte der Agiade Leonidas I. Wegen seiner Beteiligung am Vorgehen des Kleomenes gegen Aigina wurde er nach dem Tod seines Mitkönigs von den Ägineten angeklagt.
Er befehligte im persischen Krieg 479 v. Chr. die griechische Flotte in der amphibischen Schlacht bei Mykale. Der athenische Flottenbefehlshaber Xanthippos, der Vater des Perikles, war ihm untergeordnet. Um 476 wurde er auf einen Sühnefeldzug gegen die persisch gesinnten Aleuaden in Thessalien geschickt. Er kehrte unverrichteter Dinge zurück, was sich der außenstehende Geschichtsschreiber Herodot nur durch Bestechung erklären konnte. Er wurde nach seiner Rückkehr in Sparta angeklagt und flüchtete vor seiner Bestrafung nach Tegea, wo er einige Jahre später starb. 